# Парша картофеля
Парша картофеля — заболевания картофеля, поражающие в основном поверхность клубней. Парша портит внешний вид клубней картофеля, ухудшает лёжкость, вкусовые и семенные качества картофеля, может поражать ткань клубня, увеличивая отходы. Сильно поражённые паршой клубни картофеля непригодны для еды и посева. На заражённых паршой полях не рекомендуется выращивать картофель в течение 4—5 лет.

## Разновидности
Существуют следующие виды парши
- парша обыкновенная;
- парша чёрная (ризоктониоз);
- парша порошистая;
- парша серебристая;
- парша бугорчатая (ооспороз).

## Меры борьбы
В зависимости от разновидности парши различают и методы борьбы с нею. Общими же, универсальными, мерами являются использование фунгицидов, использование качественно материала для посадки и соблюдение севооборота.